# Профілактика травматизму
Профілактика травматизму  — це комплекс заходів, які допоможуть зберегти життя і здоров'я та уникнути виникненню травм у дорослих і дітей.

## Причини травмування
- У виробництві — це недотримання правил організації трудового процесу;
- Недотримання правил безпеки;
- Відсутність засобів індивідуального захисту.

## Види травматизму
- Побутовий;
- Дорожньо-транспортний;
- Промисловий (виробничий);
- Спортивний;
- Військовий[1];
- Дитячий;
- Невиробничий.